# Campeonato Mundial de Handebol Masculino de 1993
O Campeonato Mundial de Handebol Masculino de 1993 foi a 13ª edição do Campeonato Mundial de Handebol. Foi disputado na Suécia.

## Times
| Grupo A         | Grupo B | Grupo C        | Grupo D       |
| --------------- | ------- | -------------- | ------------- |
| Áustria         | França  | Hungria        | Dinamarca     |
| Tchecoslováquia | Noruega | Islândia       | Alemanha      |
| Egito           | Roménia | Suécia         | Rússia        |
| Espanha         | Suíça   | Estados Unidos | Coreia do Sul |

## Fase Preliminar

### Grupo A
| Time            | P | V | E | D | GP | GC | SG  | Pts. |
| --------------- | - | - | - | - | -- | -- | --- | ---- |
| Espanha         | 3 | 2 | 1 | 0 | 58 | 48 | +10 | 5    |
| Tchecoslováquia | 3 | 1 | 1 | 1 | 61 | 60 | +1  | 3    |
| Egito           | 3 | 1 | 0 | 2 | 58 | 63 | -5  | 2    |
| Áustria         | 3 | 1 | 0 | 2 | 61 | 67 | -6  | 2    |

### Grupo B
| Time    | P | V | E | D | GP | GC | SG | Pts. |
| ------- | - | - | - | - | -- | -- | -- | ---- |
| Suíça   | 3 | 2 | 0 | 1 | 65 | 59 | +6 | 4    |
| França  | 3 | 2 | 0 | 1 | 68 | 68 | 0  | 4    |
| Roménia | 3 | 1 | 1 | 1 | 56 | 56 | 0  | 3    |
| Noruega | 3 | 0 | 1 | 2 | 51 | 57 | -6 | 1    |

### Grupo C
| Time           | P | V | E | D | GP | GC | SG  | Pts. |
| -------------- | - | - | - | - | -- | -- | --- | ---- |
| Suécia         | 3 | 3 | 0 | 0 | 73 | 51 | +22 | 6    |
| Islândia       | 3 | 2 | 0 | 1 | 75 | 61 | +14 | 4    |
| Hungria        | 3 | 1 | 0 | 2 | 73 | 63 | +10 | 2    |
| Estados Unidos | 3 | 0 | 0 | 3 | 53 | 99 | -46 | 0    |

### Grupo D
| Time          | P | V | E | D | GP | GC | SG  | Pts. |
| ------------- | - | - | - | - | -- | -- | --- | ---- |
| Rússia        | 3 | 2 | 1 | 0 | 78 | 55 | +23 | 5    |
| Alemanha      | 3 | 1 | 2 | 0 | 67 | 64 | +3  | 4    |
| Dinamarca     | 3 | 0 | 2 | 1 | 54 | 62 | -8  | 2    |
| Coreia do Sul | 3 | 0 | 1 | 2 | 59 | 77 | -18 | 1    |

## Segunda Rodada

### Grupo 1
| Time            | P | V | E | D | GP  | GC  | SG  | Pts. |
| --------------- | - | - | - | - | --- | --- | --- | ---- |
| França          | 5 | 4 | 0 | 1 | 115 | 103 | +12 | 8    |
| Suíça           | 5 | 3 | 0 | 2 | 121 | 118 | +3  | 6    |
| Espanha         | 5 | 2 | 1 | 2 | 105 | 101 | +4  | 5    |
| Tchecoslováquia | 5 | 2 | 1 | 2 | 104 | 110 | -6  | 5    |
| Roménia         | 5 | 2 | 0 | 3 | 105 | 110 | -5  | 4    |
| Egito           | 5 | 1 | 0 | 4 | 100 | 108 | -8  | 2    |

### Grupo 2
| Time      | P | V | E | D | GP  | GC  | SG  | Pts. |
| --------- | - | - | - | - | --- | --- | --- | ---- |
| Rússia    | 5 | 4 | 1 | 0 | 131 | 98  | +33 | 9    |
| Suécia    | 5 | 4 | 0 | 1 | 108 | 101 | +7  | 8    |
| Alemanha  | 5 | 2 | 2 | 1 | 100 | 100 | 0   | 6    |
| Islândia  | 5 | 2 | 0 | 3 | 103 | 114 | -11 | 4    |
| Dinamarca | 5 | 1 | 1 | 3 | 102 | 117 | -15 | 3    |
| Hungria   | 5 | 0 | 0 | 5 | 104 | 118 | -14 | 0    |

## 3º / 4º lugar
| Data       | Partida¹ | Partida¹ | Partida¹ | Placar |
| ---------- | -------- | -------- | -------- | ------ |
| 20.03.1993 | Suíça    | -        | Suécia   | 19-26  |

- (¹) -  Em Estocolmo

## Final
| Data       | Partida¹ | Partida¹ | Partida¹ | Placar |
| ---------- | -------- | -------- | -------- | ------ |
| 20.03.1993 | França   | -        | Rússia   | 19-28  |

- (¹) -  Em Estocolmo

## Classificação Final
|    | Rússia          |
|    | França          |
|    | Suécia          |
| 4  | Suíça           |
| 5  | Espanha         |
| 6  | Alemanha        |
| 7  | Tchecoslováquia |
| 8  | Islândia        |
| 9  | Dinamarca       |
| 10 | Roménia         |
| 11 | Hungria         |
| 12 | Egito           |
| 13 | Noruega         |
| 14 | Áustria         |
| 15 | Coreia do Sul   |
| 16 | Estados Unidos  |

## Elencos Medalhistas
| Rússia Andrei Antonevich Vyacheslav Atavin Talant Duyshebaev Dmitri Filippov Andrei Frantusov Valeri Gopin Vyacheslav Gorpishin Oleg Grebnev Dmitri Karlov Oleg Kisselev Vasily Kudinov Andrey Lavrov Oleg Sapronov Pavel Sukosyan Dmitri Torgovanov Igor Vassilyev | França Philippe Gardent Christian Gaudin Philippe Julia Denis Lathoud Patrick Lepetit Pascal Mahé Gael Monthurel Laurent Munier Frederic Perez Thierry Perreux Eric Quintin Jackson Richardson Philippe Schaaf Stephane Stoecklin Jean Luc Thiebaut Frederic Volle | Suécia Magnus Andersson Anders Backegren Per Carlén Magnus Cato Erik Hajas Jerry Hallback Robert Hedin Tony Hedin Ola Lindgren Mats Olsson Staffan Olsson Tomas Svensson Pierre Thorsson Robert Venalainen Magnus Wislander |

## Artilheiros
| Jogador                     | Gols |
| --------------------------- | ---- |
| 1. Marc Baumgartner (SWI)   | 41   |
| 1. Kyung-Shin Yoon (KOR)    | 41   |
| 1. József Éles (HUN)        | 41   |
| 4. Valeri Gopin (RUS)       | 39   |
| 5. Mateo Garralda (ESP)     | 38   |
| 6. Sigurdur Sveinsson (ISL) | 37   |
| 7. Sameh Abdelwareth (EGY)  | 36   |
| 7. Vasily Kudinov (RUS)     | 36   |
| 7. Magnus Andersson (SWE)   | 36   |
| 10. Andreas Dittert (AUT)   | 33   |

## Melhores Goleiros
| Jogador                          |
| -------------------------------- |
| 1. Lorenzo Rico (ESP)            |
| 2. Tomas Svensson (SWE)          |
| 3. Mats Olsson (SWE)             |
| 4. Andrey Lavrov (RUS)           |
| 5. Lubomir Svajlen (SVK)         |
| 6. Ewald Humenberger (GER)       |
| 7. Peter Hürlimann (SWI)         |
| 8. Andreas Thiel (GER)           |
| 9. Gundmundur Hrafnkelsson (ISL) |
| 10. Sorin Toacsen (ROM)          |

| Campeonato Mundial de Handebol Masculino de 1993 |
| Campeão                                          |
| ------------------------------------------------ |
| Rússia 1º Título                                 |

## Ligações Externas
- IHF Men's World Championships
- Men Handball World Championship 1993
- Dataesport